# Chantelle Anderson
Chantelle Denise Anderson (Loma Linda, 22 gennaio 1981) è un'ex cestista e allenatrice di pallacanestro statunitense naturalizzata libanese, professionista nella WNBA.

## Carriera
È stata selezionata dalle Sacramento Monarchs al primo giro del Draft WNBA 2003 (2ª scelta assoluta).
Con il Libano ha disputato i Campionati asiatici del 2009.